# Медаль «90-летие Вооружённых Сил Азербайджанской Республики (1918—2008)»
Медаль «90-летие Вооружённых Сил Азербайджанской Республики (1918—2008)» (азерб. «Azərbaycan Respublikası Silahlı Qüvvələrinin 90 illiyi (1918-2008)» medalı) — юбилейная медаль, посвящённая 90-летию создания Вооружённых Сил Азербайджанской Демократической Республики в 1918 году. Была учреждена согласно распоряжению президента Азербайджана Ильхама Алиева от 16 мая 2008 года.
Медалью награждаются служащие до 26 июня 2008 года в Вооружённых Силах Азербайджанской Республики и достигшие успехов в военной подготовке офицеры, прапорщики и мичманы, а также вышедшие в отставку и уволенные в запас офицеры, активно принимавшие участие в образовании и укреплении Вооружённых Сил Азербайджанской Республики.
Медаль носится на левой груди, а при наличии других орденов и медалей — прикрепляется после медали «10-летие Вооружённых Сил Азербайджанской Республики (1991—2001)».